# سیران جاووکتسیان
سیران گئورگی جاووکتسیان (ارمنی: Սեյրան Գևորգի Ջավուկցյան؛ زادهٔ ۵ ژوئن ۱۹۳۴) یک شیمی‌دان، سیاستمدار اهل ارمنستان است که از تاریخ ۱۹۹۰ تا تاریخ ۱۹۹۵ سمت نمایندگی دوره اول شورای عالی جمهوری ارمنستان را برعهده داشت.

## زندگی‌نامه
در ۵ ژوئن ۱۹۳۴ ‏در متساوان به دنیا آمد و از دانشگاه دولتی ایروان (۱۹۵۹) فارغ‌التحصیل شد. انستیتو دولتی فناوری سن پترزبورگ، انستیتو شیمی آلی ظریف و  مجلس ملی جمهوری ارمنستان فعالیت کرده است.

## یادداشت
1. ↑  տեխնիկական գիտությունների դոկտոր